# Cymbicopia
Cymbicopia är ett släkte av kräftdjur. Cymbicopia ingår i familjen Sarsiellidae.
Kladogram enligt Catalogue of Life:
| Cymbicopia | \| \| Cymbicopia brevicosta \| \| \| \| \| \| Cymbicopia hanseni \| \| \| \| \| \| Cymbicopia hispida \| \| \| \| \| \| Cymbicopia zealandica \| \| \| \| |
|            | \| \| Cymbicopia brevicosta \| \| \| \| \| \| Cymbicopia hanseni \| \| \| \| \| \| Cymbicopia hispida \| \| \| \| \| \| Cymbicopia zealandica \| \| \| \| |
|            | Ancohenia |
|            | |
|            | Chelicopia |
|            | |
|            | Dantya |
|            | |
|            | Eurypylus |
|            | |
|            | Eusarsiella |
|            | |
|            | Neomuelleriella |
|            | |
|            | Parasarsiella |
|            | |
|            | Sarsiella |
|            | |
|            | Cymbicopia brevicosta |
|            | |
|            | Cymbicopia hanseni |
|            | |
|            | Cymbicopia hispida |
|            | |
|            | Cymbicopia zealandica |
|            | |

|  | Cymbicopia brevicosta |
|  |                       |
|  | Cymbicopia hanseni    |
|  |                       |
|  | Cymbicopia hispida    |
|  |                       |
|  | Cymbicopia zealandica |
|  |                       |